# Nathalie Tauziat
Nathalie Tauziat (født 17. oktober 1967 i Bangui, Centralafrikanske Republik) er en kvindelig tennisspiller fra Frankrig. Hun var en af verdens bedste kvindelige tennisspillere i 1990'erne og vandt i løbet af sin karriere 8 WTA-turneringer i single, heraf én Tier I-titel, og 25 WTA-doubletitler, heraf tre på Tier I-niveau. Hun var endvidere en del af det franske hold, der vandt Fed Cup i 1997. Hendes bedste resultater på grand slam-niveau i single var en finaleplads ved Wimbledon-mesterskabet i 1998, mens hun i double ligeledes opnåede en finaleplads ved US Open 2001 med Kimberly Po-Messerli som makker.
Tauziat opnåede sin bedste placering på WTA's verdensrangliste i damesingle som nr. 3 den 8. maj 2000, og hendes højeste rangering på doubleranglisten var ligeledes en tredjeplads den 8. oktober 2001.